# Боботов кук
Боботов кук е най-високият връх на планината Дурмитор в Черна гора.
До скоро се счита, че Боботов кук е първенец на Черна гора по височина, обаче има още три върха в Проклетия, водещи са на черногорска територия, които го изпреварват по надморска височина – Зла Колата, Добра Колата и Росни връх.
Върхът е част от национален парк Дурмитор.
При ясно време от Боботов кук се виждат Ловчен през Которския залив, Копаоник на изток и планината Тара на север.
Първото отразено и алпийско изкачване на върха е от 1883 г. на Оскар Бауман.